# Giżycko
Giżycko ([ɟi'ʒɨʦkɔ] (deutsch Lötzen, früher auch Lözen)) ist eine Stadt in der polnischen Woiwodschaft Ermland-Masuren. Sie ist zugleich Sitz der gleichnamigen Landgemeinde, der sie jedoch nicht angehört.

## Geographische Lage
Die Stadt liegt im historischen Ostpreußen am Löwentinsee, rund 90 Kilometer nordöstlich der Stadt Allenstein (Olsztyn) und etwa 110 Kilometer südöstlich der Stadt Königsberg (Kaliningrad), unweit der Grenze zur russischen Exklave Oblast Kaliningrad.

## Geschichte

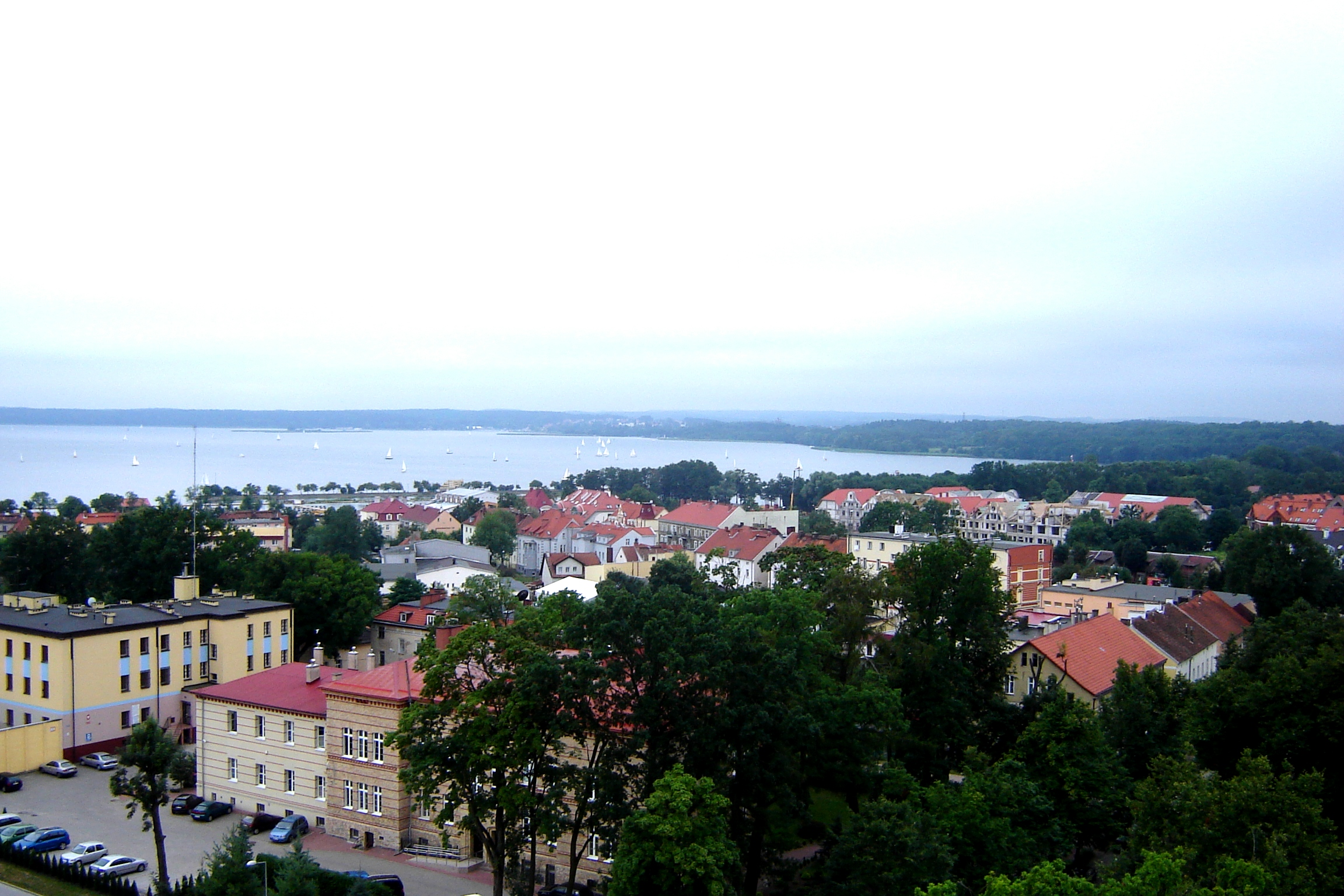
Stadtpanorama mit Löwentinsee

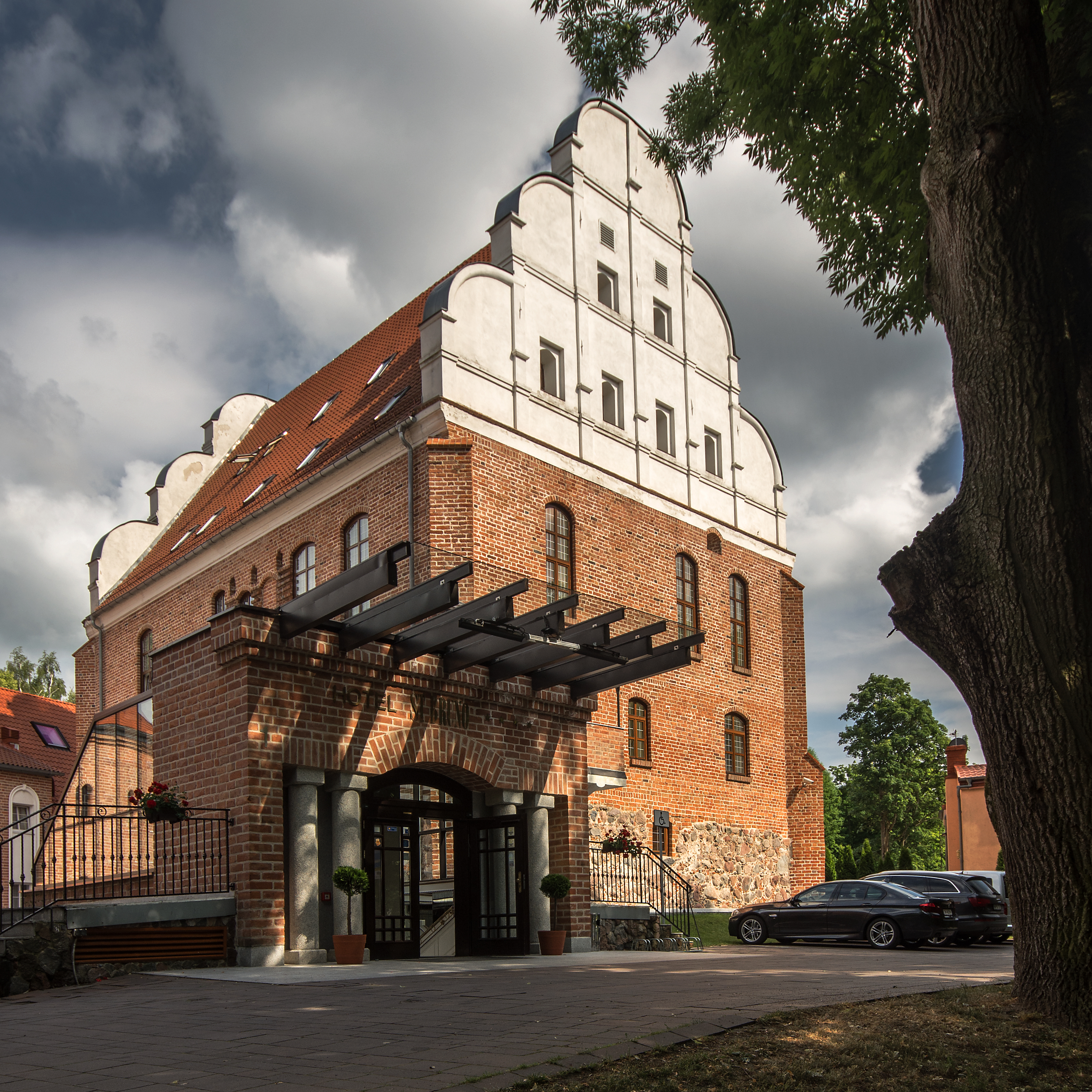
Schloss, erbaut 1285 (Aufnahme 2017)

Karte von Lötzen und Umgebung (um 1818)

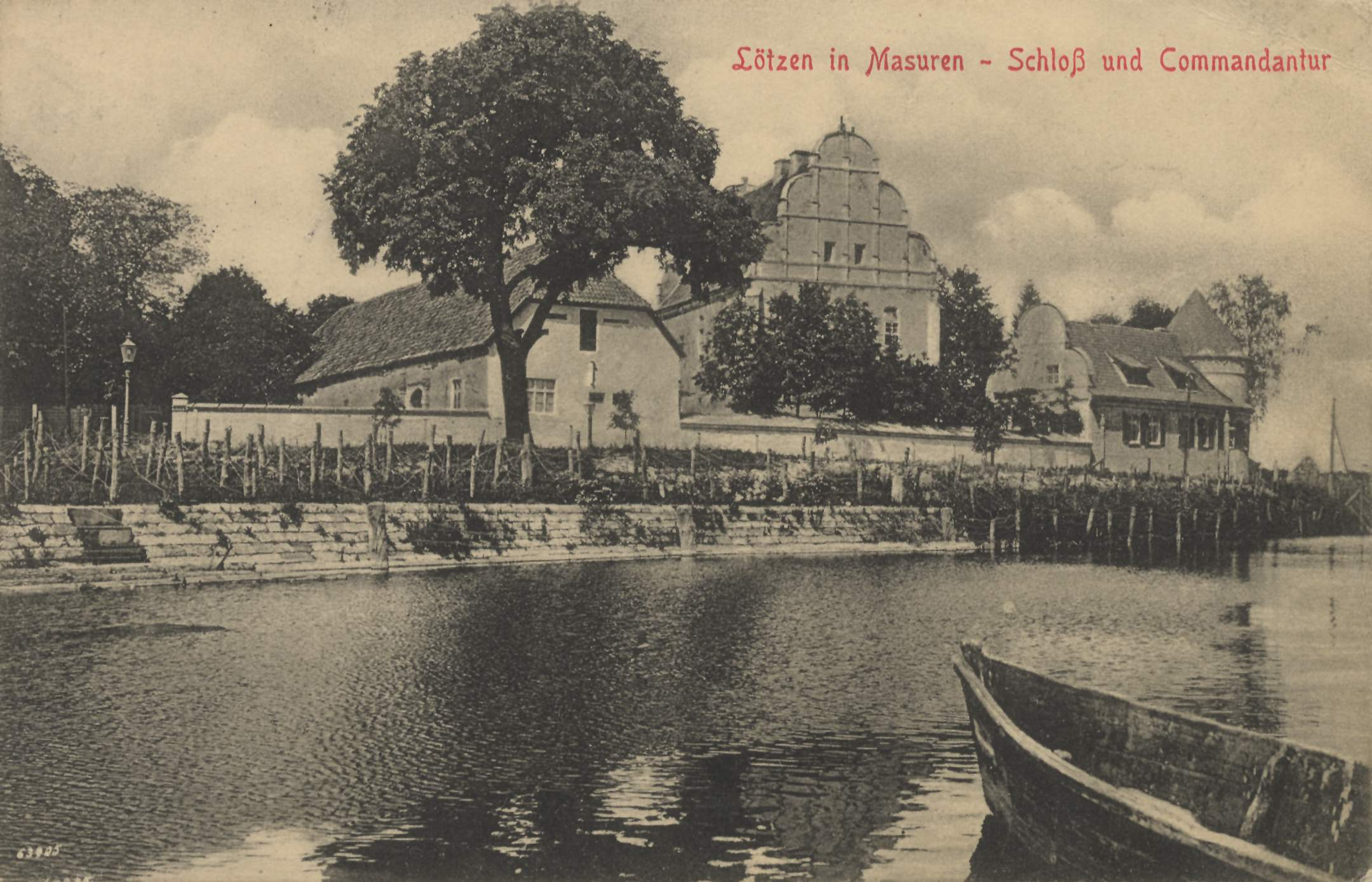
Schloss Lötzen um 1900

Die Ortschaft wurde 1340 zum ersten Mal als Letzenburg (auch als „in Lezcen“) urkundlich genannt. Sie liegt auf einer Landenge zwischen dem Löwentinsee und dem Mauersee. Neben der Leczenburg auf der Landenge zwischen dem Löwentinsee und dem Kissainsee wurde die Burg Lötzen auf der Großen Werderinsel errichtet. Eine Wallburg stand direkt in Lötzen und wurde später mit dem Kreisgericht überbaut. Die Siedlung um die Ordensburg hieß anfangs Neuendorf, später setzte sich der Name Leczen durch.
Es wird vermutet, dass 1009 der Missionar Bruno von Querfurt und 18 Gefährten auf dem Tafelberg am Löwentinsee den Märtyrertod starben. Fälschlicherweise wird oft angenommen, dass die evangelische Kirche im Stadtzentrum von Karl Friedrich Schinkel erbaut sei. Die Kirche ist, wie viele evangelische Kirchen in Preußen, nach einem Musterentwurf Schinkels errichtet worden. Anders als die meisten anderen Sakralbauten im ehemaligen Ostpreußen wurde die Stadtkirche nach 1945 nicht in eine katholische Kirche umgewidmet.
1612 erhielt Lötzen die Stadtrechte. Während der Pestepidemie von 1709/10 starben von 919 Einwohnern Lötzens 800 an der Pest. 1818 wurde Lötzen zur Kreisstadt des Kreises Lötzen erhoben. Zwischen 1843 und 1851 wurde die Feste Boyen zwischen dem Kissainsee, dem südlichsten Teil des Mauersees und dem Löwentinsee erbaut; sie erhielt ihren Namen nach dem preußischen Kriegsminister General Hermann von Boyen. Diese Festung wurde 1914 erfolglos von der russischen Armee belagert. Durch den Bau der Ostpreußischen Südbahn wurde Lötzen 1868 an das Eisenbahnnetz angeschlossen.
Nach dem Friedensvertrag von Versailles stimmte die Bevölkerung im Abstimmungsgebiet Allenstein am 11. Juli 1920 über die weitere Zugehörigkeit zur Provinz Ostpreußen oder den Anschluss an Polen ab. In der Stadt Lötzen stimmten 4900 Menschen für Ostpreußen und damit für Deutschland, auf Polen entfiel keine Stimme.
Gegen Ende des Zweiten Weltkriegs wurde Lötzen am 20. Januar 1945 geräumt. Deutsche Soldaten sprengten am 25. Januar die Eisenbahndrehbrücke Lötzen. Der Ort wurde im Zeitraum vom 24. bis 26. Januar von der Roten Armee eingenommen und besetzt. Bald darauf wurde Lötzen dem Potsdamer Abkommen gemäß zusammen mit der südlichen Hälfte Ostpreußens unter polnische Verwaltung gestellt. Soweit die deutschen Einwohner nicht geflohen waren, wurden sie in der darauf folgenden Zeit fast sämtlich aus Lötzen vertrieben.
1946 führten die Polen für Lötzen die Ortsbezeichnung Giżycko ein, zu Ehren des evangelischen Pfarrers Gustav Gisevius, der sich im 19. Jahrhundert sehr für die Förderung der polnischen Schulsprache in Masuren eingesetzt hatte. Es begann ein langsamer Wiederaufbau, der neue Wohngebiete im Norden und Nordosten erschloss. Die wenigen in Giżycko verbliebenen Deutschen haben sich im Deutschen Sozial-Kulturellen Verein zusammengeschlossen.
Von 1975 bis 1998 gehörte Giżycko zur Woiwodschaft Suwałki.
Am 1. Juni 2000 feierten die ehemaligen und die heutigen Bewohner in Lötzen das 660-jährige Bestehen des Ortes. Aus diesem Anlass wurde ein Partnerschaftsvertrag zwischen der Kreisgemeinschaft Lötzen und der Stadt Giżycko abgeschlossen. Im Mai 2012 fanden Feierlichkeiten zum 400-jährigen Bestehen der Stadterhebung statt.
Heute ist die Stadt mit ihren vielen Wassersportmöglichkeiten ein sehr bedeutender Fremdenverkehrsort.

### Name
Der deutsche Ortsname Lötzen leitet sich von prußisch lezuns = ‚auf-‘ und ‚untersteigen‘ ab. Der Name der Stadt wechselte vielfach, unter anderem war er deutsch Leczenburg, Lözenburg, Letzen, Lezen, Lezzen, Leczen, Lüzen, Lessen, ab 1612 amtlich Lötzen, polnisch Lec, Łoczany, Łuczany. Zu Ehren des Pastors und Sprachforschers Gustav Gisevius wurde die Stadt Lötzen am 4. März 1946 in Giżycko umbenannt. Die historischen Namen der Stadt finden sich noch wieder in der Bezeichnung des Stadtkanals, der heute noch als Kanał Łuczański oder Kanał Giżycki bezeichnet wird.

### Demografie
| Jahr | Einwohner | Anmerkungen |
| ---- | --------- | --- |
| 1782 | 01154     | ohne die Garnison (eine Schwadron Husaren) |
| 1802 | 01239     | [ 8 ] |
| 1810 | 01321     | [ 8 ] |
| 1816 | 01588     | davon 1550 Evangelische, 25 Katholiken und 13 Juden |
| 1821 | 01878     | [ 8 ] |
| 1852 | ca. 2700  | [ 9 ] |
| 1867 | 03569     | am 3. Dezember |
| 1871 | 3769      | am 1. Dezember, davon 3630 Evangelische, 32 Katholiken, zwei sonstige Christen und 105 Juden; nach anderen Angaben 3771 Einwohner, darunter 500 Polen                                                                                 |
| 1875 | 04034     | [ 12 ] |
| 1880 | 04514     | [ 12 ] |
| 1890 | 05486     | davon 66 Katholiken und 128 Juden (550 Polen) |
| 1900 | 05826     | meist Evangelische |
| 1910 | 06945     | am 1. Dezember, davon 6409 Evangelische, 141 Katholiken, 37 sonstige Christen und 82 Juden (6397 mit deutscher, 50 mit polnischer und 222 mit masurischer Muttersprache, 270 Einwohner benutzen die deutsche und eine andere Sprache) |
| 1925 | 10.552    | davon 9929 Evangelische, 413 Katholiken, fünf sonstige Christen und 101 Juden |
| 1933 | 11.847    | davon 11.114 Evangelische, 496 Katholiken, keine sonstigen Christen und 66 Juden |
| 1939 | 14.000    | davon 12.754 Evangelische, 662 Katholiken, 186 sonstige Christen und 20 Juden |
| 2008 | 29.494    | [ 16 ] |
| 2016 | 29.642    | |

### Bürgermeister
- 1612–1624: Paweł Rudzki[17]
- 1624–1636: Erdmann Kozarga
- 1636–1648: Fabian Schwarz
- 1648–1660: Fabian Grajewski
- 1660–1672: Jakub Zeisig
- 1672–1684: Grzegorz Merschel
- 1684–1696: Jan Jakunowski
- 1696–1708: Jerzy Alexander

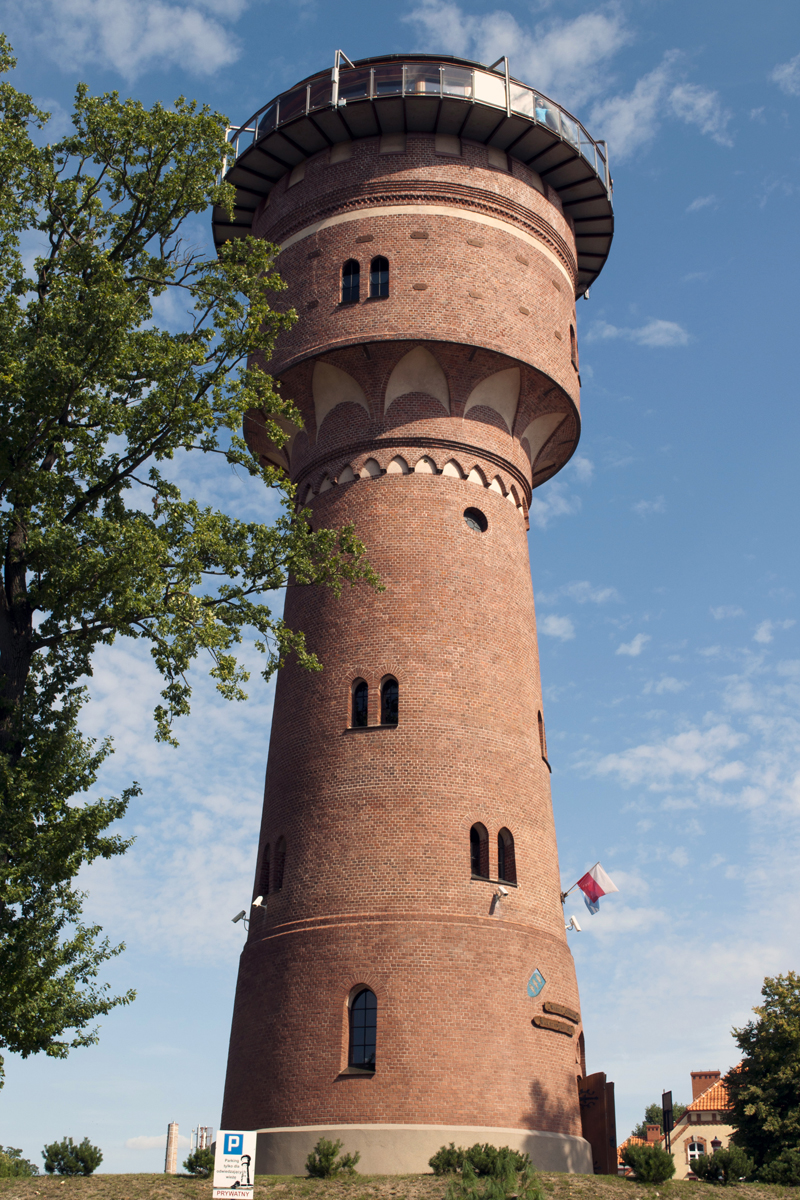
Wasserturm, beherbergt ein Café und ein kleines Museum

- 1708–1720: Christoph (Krzysztof) Groß (preußische Familie)
- 1720–1732: Piotr Stano
- 1732–1744: Fryderyk Szczepański
- 1756–1778: Krzysztof Terpitz
- 1778–1792: Daniel Fryderyk Gene
- 1792–1802: Aleksander Hannke
- 1802–1808: Friedrich Hahnrieder
- 1809–1826: Johann Gottlieb Hoffmann
- 1827–1837: Wilhelm Vigouroux
- 1837–1843: Brauns
- 1846–1857: Johann Gottlieb Knauff
- 1857–1859: Faber
- 1859–1883: Johann Karl Gastell (1830–1894)
- 1883–1903: Heinrich Schweichler
- 1903–1928: Paul Schmidt
- 1928–1942: Alfred Gille
- 1943–1945: Erich Eichholz
- 1989–1994: Roman Stańczyk
- 1994–1999: Jan Grabowski
- 1999–2002: Marian Lemecha
- 2002–2014: Jolanta Piotrowska
- 2014–0000: Wojciech Iwaszkiewicz

## Sehenswürdigkeiten
Besondere Sehenswürdigkeiten sind die Feste Boyen mit Museum, das wieder aufgebaute Schloss, in dem sich heute ein Hotel befindet, der Kanal und die ihn überquerende Drehbrücke, das Bruno-Kreuz auf dem Tafelberg am Löwentinsee sowie der ehemalige Wasserturm, in dem heute ein Café eingebaut ist und von dem ein Rundblick auf die Stadt möglich ist.

## Religionen
Lötzen war bereits in vorreformatorischer Zeit ein wahrscheinlich in der Ordenszeit gegründetes Kirchdorf. Zu Beginn des 20. Jahrhunderts waren die Konfessionen in Lötzen wie folgt verteilt:
| Jahr | Evangelisch | Katholisch | Andere | Insgesamt |
| ---- | ----------- | ---------- | ------ | --------- |
| 1890 | 05.292      | 066        | 128    | 05.486    |
| 1925 | 09.929      | 413        | 106    | 10.552    |
| 1933 | 11.147      | 496        | 066    | 11.847    |
| 1939 | 12.754      | 662        | 206    | 14.000    |

### Evangelisch

#### Kirchengebäude

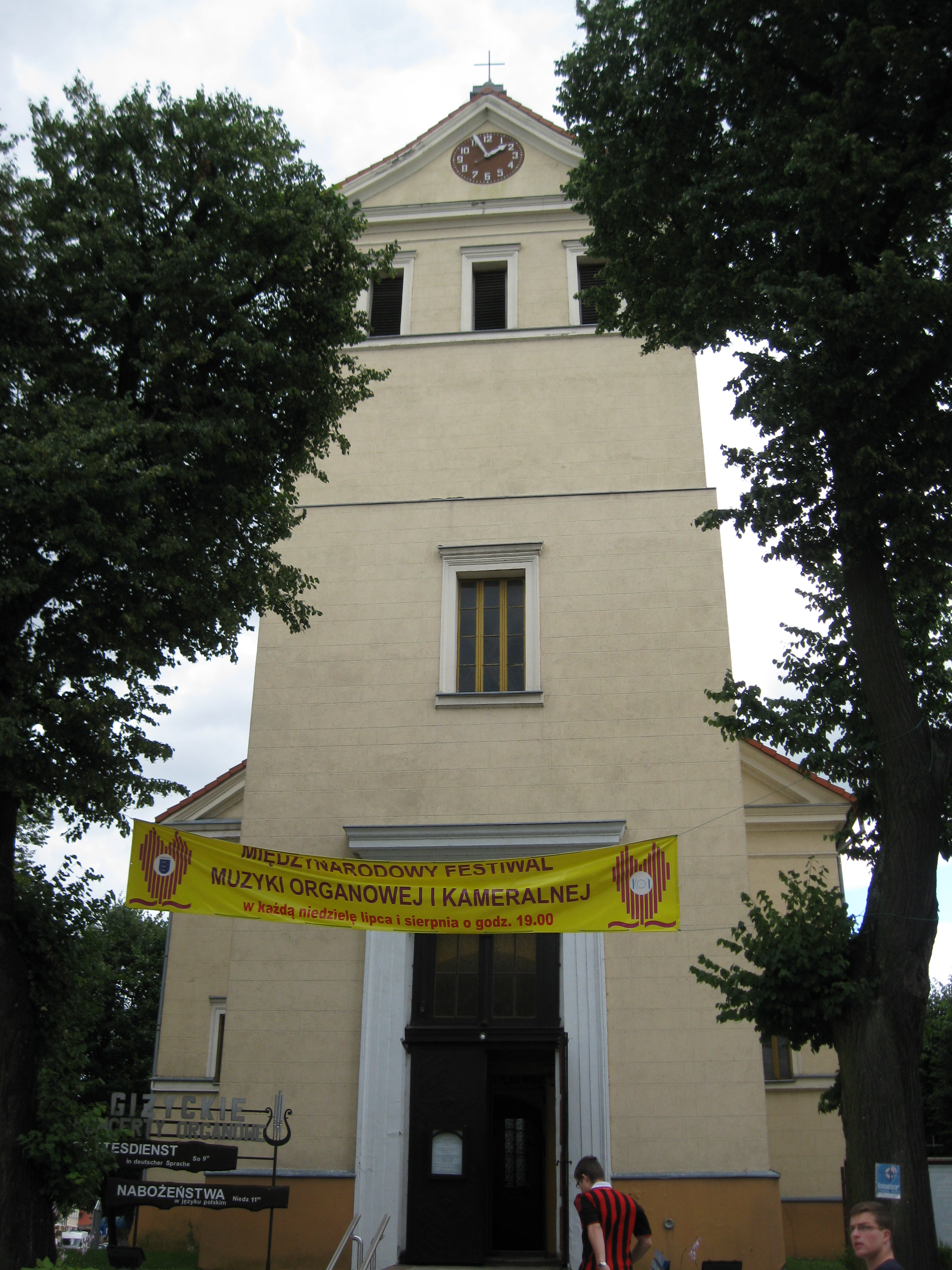
Evangelische Pfarrkirche

In der Reformationszeit wurde in Lötzen eine Kirche aus Holz errichtet. An ihre Stelle traten 1633 und 1709 große, massiv gebaute Kirchen, die beide jedoch ein Raub der Flammen wurden. In den Jahren 1826 bis 1827 wurde die jetzige Kirche errichtet, in klassizistischem Baustil, der 1881 bei einer Grundrenovierung neoklassizistischem Einfluss ausgesetzt war. Die alte Einrichtung ist noch fast vollständig erhalten, so das Altarbild mit dem „Einladenden Christus“ von Carl Gottfried Pfannschmidt oder das Taufbecken, ein ovales, von einem Putto getragenes Becken, das um 1750 entstanden ist und aus der Pfarrkirche von Pestlin (polnisch Postolino) in Westpreußen stammt. Die Orgel ist ein Werk der Firma Kemper Orgelbau von 1935, restauriert 2011 von Orgelbaumeister Andrzej Kowalski, während die Turmuhr aus dem Jahr 1881 stammt und in der Turmuhrfabrik J. F. Weule in Bockenem (Land Hannover) entstand.
Der Standort der Kirche ist der alte Markt in Lötzen, der heutige Plac Grunwaldzki in Giżycko.

#### Kirchengemeinde
In Lötzen hielt die lutherische Lehre schnell Einzug. Bereits 1531 war hier ein evangelischer Geistlicher tätig, bevor 1573 und dann später 1926 noch je eine Pfarrstelle errichtet wurde. Die Kirchengemeinde in Lötzen gehörte bis 1945 zur Kirchenprovinz Ostpreußen der Evangelischen Kirche der Altpreußischen Union. Bis 1945 gab es in Lötzen außerdem eine sogenannte Anstaltsgemeinde für das Diakonissenmutterhaus Bethanien mit eigener Pfarrstelle.
Flucht und Vertreibung der einheimischen Bevölkerung brachte das kirchliche Leben in Lötzen fast zum Erliegen. Zahlreiche polnische Neubürger aktivierten es in Giżycko wieder, unter ihnen einige wenige evangelische Kirchenglieder, die den Kern bildeten für die Errichtung einer eigenen Pfarrei mit eigener Pfarrkirche, die zudem für die Filialgemeinden in Pozezdrze (Possessern, 1938–1945 Großgarten), Węgorzewo (Angerburg) und Wydminy (Widminnen) zuständig ist. Die Pfarrei ist jetzt Teil der Diözese Masuren der Evangelisch-Augsburgischen Kirche in Polen.

#### Kirchenkreis Lötzen
Gehörte Lötzen anfangs noch zur Inspektion Angerburg (polnisch Węgorzewo), so wurde die Stadt selbst Sitz und namensgebend für einen Kirchenkreis, der bis 1945 bestand. Zu ihm gehörten neun Pfarrämter mit ihren Kirchspielen:
| Name der Kirchengemeinde                          | Polnische Ortsbezeichnung |
| ------------------------------------------------- | ------------------------- |
| Groß Stürlack                                     | Sterławki Wielkie         |
| Königshöhe bis 1881 Uszranken                     | Użranki                   |
| Lötzen                                            | Giżycko                   |
| Milken                                            | Miłki                     |
| Neuhoff                                           | Zelki                     |
| Orlowen 1938–1945 Adlersdorf                      | Orłowo                    |
| Rhein                                             | Ryn                       |
| Rydzewen 1927–1945 Rotwalde                       | Rydzewo                   |
| Widminnen                                         | Wydminy                   |
| Anstaltsgemeinde: Diakonissenmutterhaus Bethanien |                           |

### Katholisch

#### Kirchengebäude

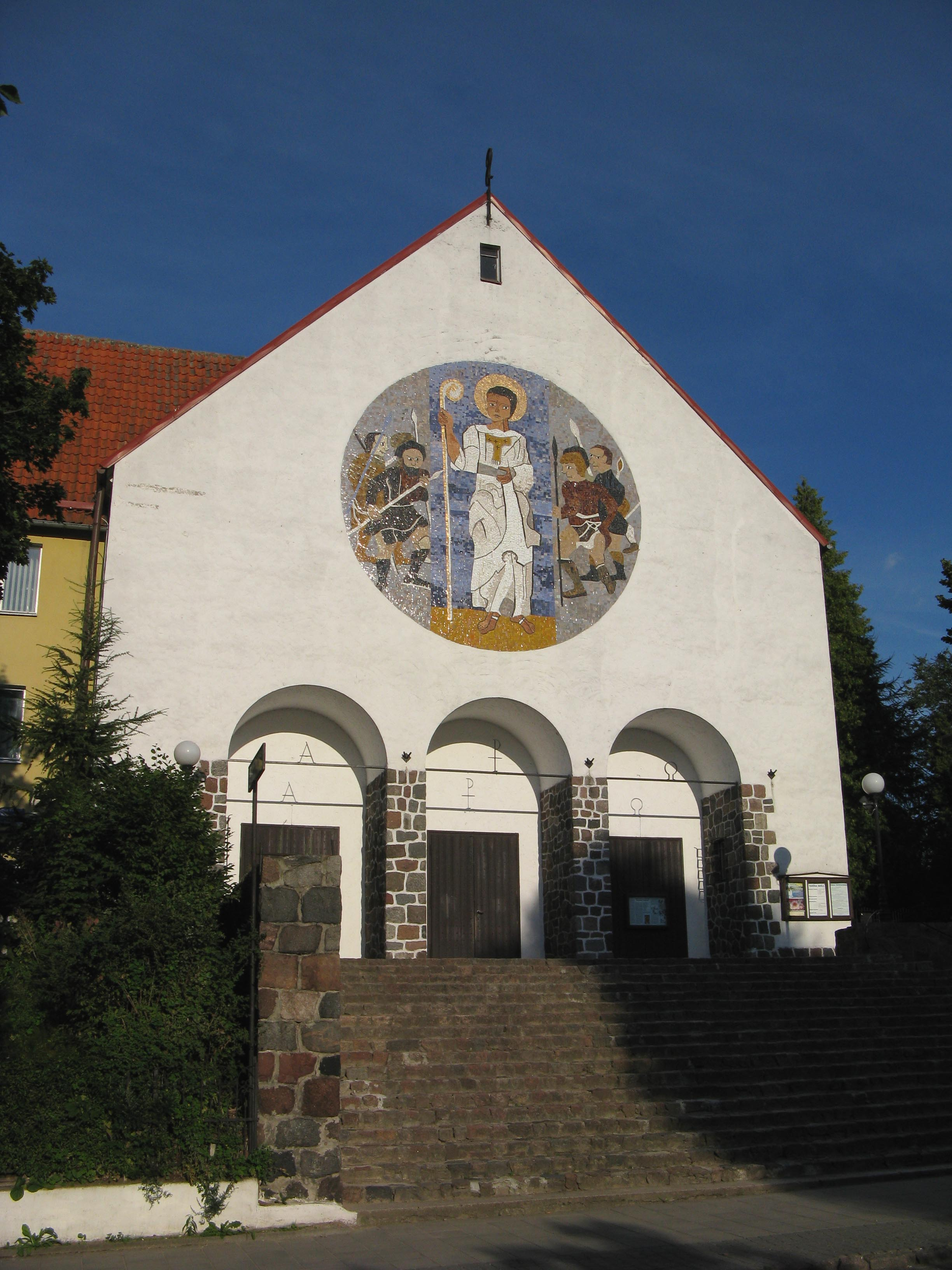
Katholische St.-Bruno-Pfarrkirche

Über Jahrzehnte hinweg gehörten die katholischen Gemeindeglieder zur Kirche in Rößel, bis 1937 Lötzen endlich eine eigene Pfarrkirche bekam. Sie wurde nach den Plänen des Architekten Martin Weber aus Frankfurt am Main erbaut und am 8. August 1937 geweiht. Sie erhielt ihren Namen nach dem vermutlich nahe Lötzen ums Leben gekommenen Bischof und Märtyrer Bruno von Querfurt. Das ursprüngliche Sgraffito an der Giebelseite aus dem Jahr 1937 mit der Darstellung des heiligen Brun von Querfurt zwischen einem Ordensritter und einem Soldaten, von Theo M. Landmann, einem gebürtigen Danziger, wurde 1945 entfernt und durch eine neue Arbeit ersetzt.
Zu der Pfarrei gehörten bis 1945 ganze 179 Orte im Kreis Lötzen und im Kreis Angerburg.
Die St.-Bruno-Kirche steht an der ul. Pionierska.
Die meisten polnischen Neubürger nach 1945 waren katholischer Konfession; sie gründeten in den folgenden Jahrzehnten noch weitere vier Pfarreien in Giżycko, darunter eine Militärgemeinde.

#### Dekanatsbezirke Giżycko
Gehörte die Lötzener Pfarrgemeinde St. Bruno bis 1945 zum Dekanat Masuren II mit Sitz in Johannisburg (polnisch Pisz) im Bistum Ermland, so ist Giżycko selbst heute Sitz zweier Dekanate, die zum Bistum Ełk (Lyck) der Römisch-katholischen Kirche in Polen gehören. Beiden Dekanaten sind insgesamt 17 Pfarreien zugeordnet.
| Dekanat św. Krzystofa: - Bystry (Biestern) - Giżycko – św. Anna - Giżycko – św. Kazimierza Królewicza - Kruklanki (Kruglanken) - Miłki (Milken) - Orłowo (Orlowen/Adlersdorf) - Rydzewo (Rydzewen/Rotwalde) - Wydminy (Widminnen) - Zelki (Neuhoff) | Dekanat św. Szczepana Męczennika: - Giżycko – Ducha Świętego Pocieszyciela - Giżycko – św. Brunona Biskupa i Męczennika - Giżycko – św. Maksymiliana Kolbego - Kamionki (Kamionken/Steintal) - Ryn (Rhein) - Szymonka (Schimonken/Schmidtsdorf) - Wilkasy (Willkassen/Wolfsee) - Sterławki Wielkie (Groß Stürlack) |

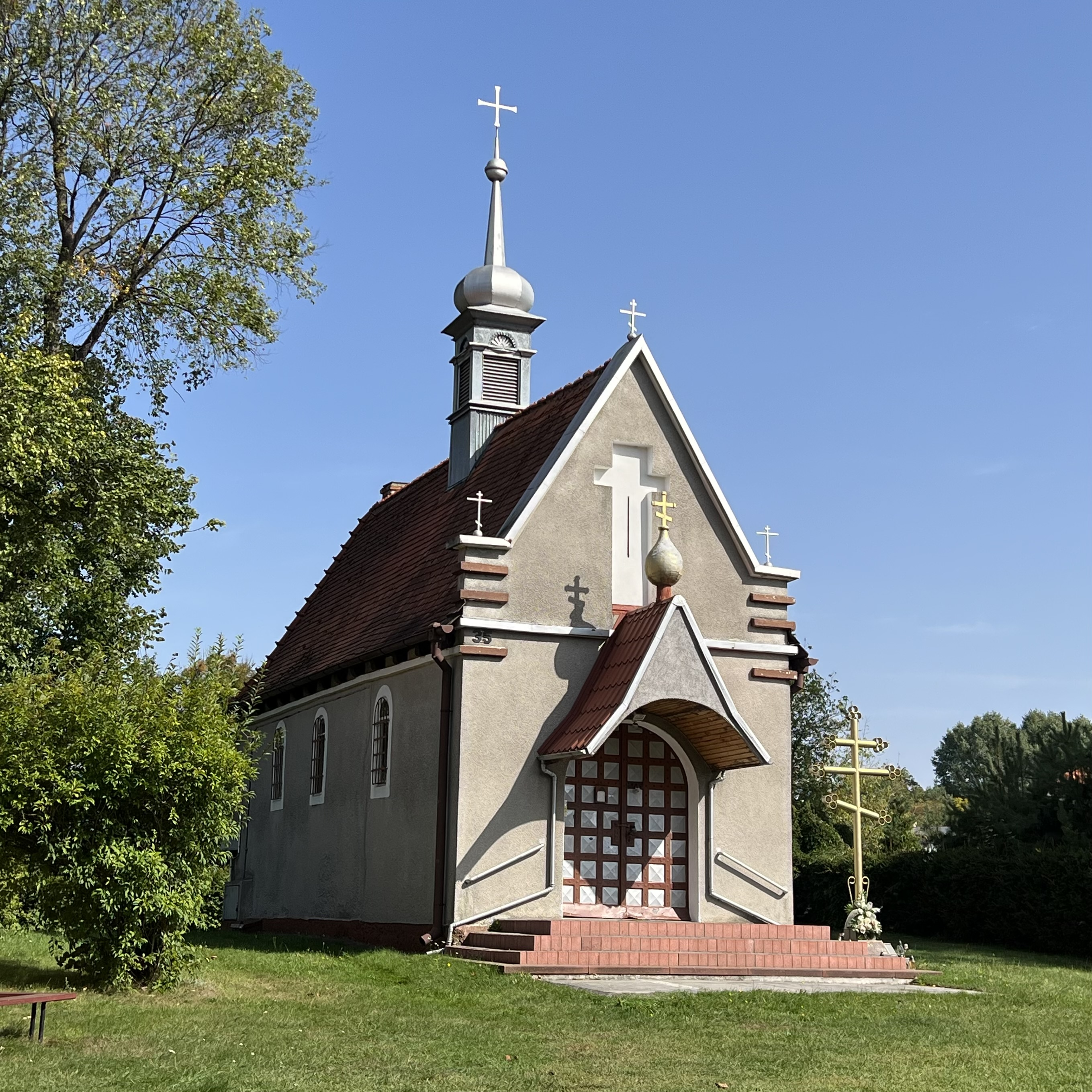
Polnisch-Orthodoxe Sankt Anna-Kirche
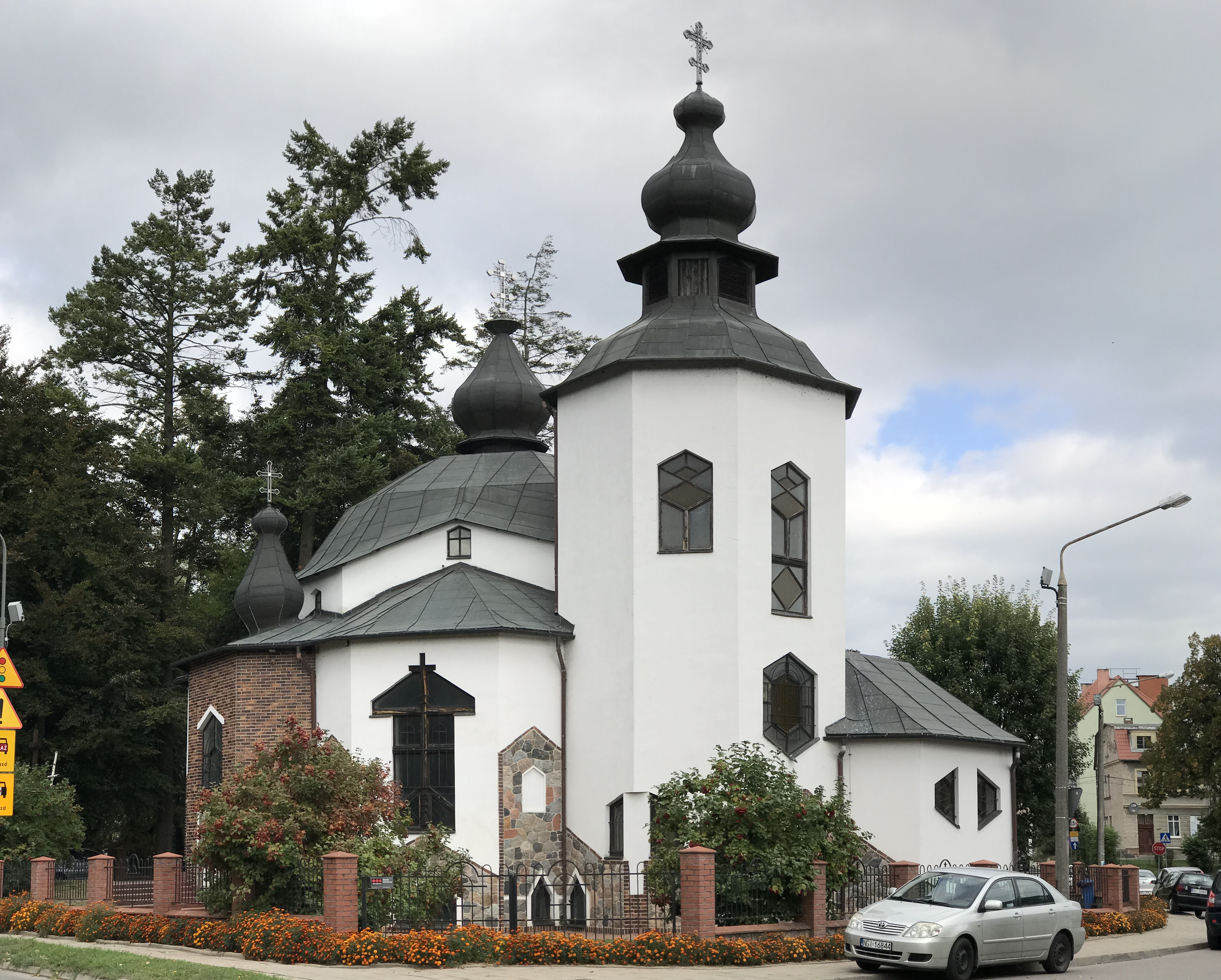
Griechisch-Katholische Kirche der Heiligen Dreifaltigkeit

## Partnerstädte
- Silkeborg (Dänemark)
- Dubno (Ukraine)
- Trakai (Litauen)
- Querfurt (Deutschland)
- Varėna (Litauen)
- Neumünster (Deutschland)
- Ghazni (Afghanistan)

## Verkehr
Südlich befindet sich der Landeplatz Giżycko-Mazury Residence, der Bahnhof Giżycko liegt an der Bahnstrecke Głomno–Białystok. Die abzweigende Bahnstrecke Giżycko–Kruklanki ist seit 1987 stillgelegt, die Bahnstrecke Lötzen–Johannisburg wurde nach Ende des Zweiten Weltkriegs 1945 nicht wieder in Betrieb genommen.
Südlich des Bahnhofes befindet sich der Hafen (Port), von dem die Weiße Flotte diverse Verbindungen auf den Großen Masurischen Seen anläuft. Die Ekomarina steht für Segel- und Hausbootkapitäne bereit, die die Wasserwege der Masurischen Seenplatte befahren.

## Persönlichkeiten
Nach Geburtsjahr geordnet

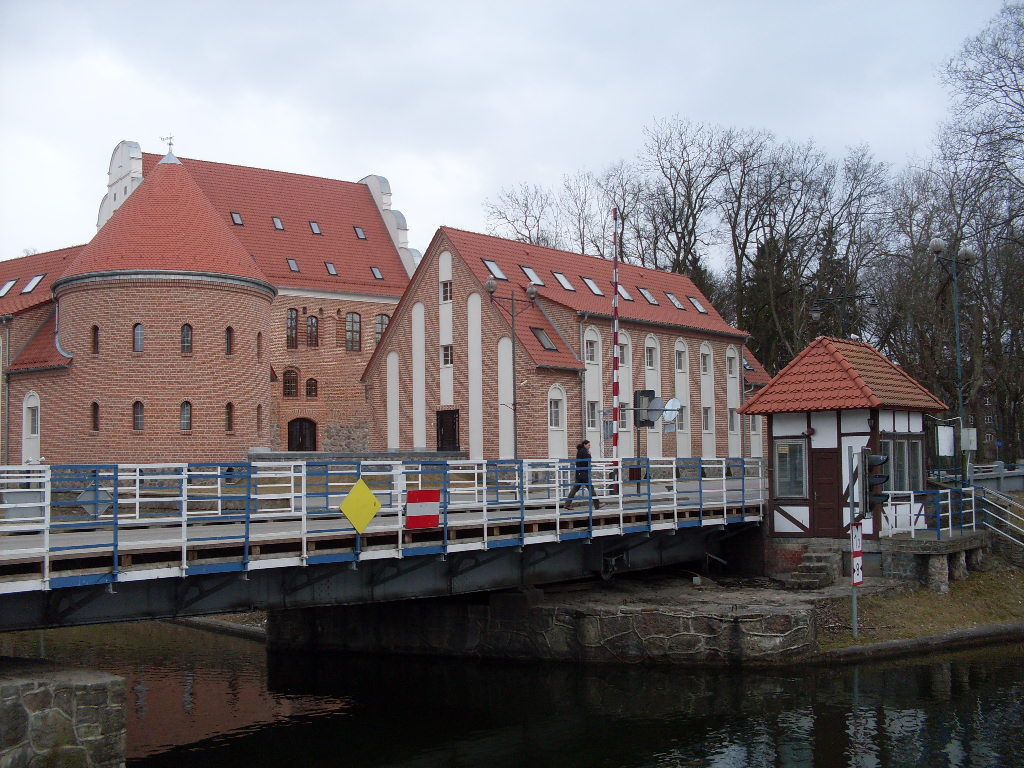
Schloss und Drehbrücke (2012)

- Bruno von Querfurt (um 974–1009), Erzbischof und Missionar
- Adolph Friedrich Kleinert (1802–1834), evangelischer Theologe und Hochschullehrer
- Wilhelm Stobbe (1821–1894), Mitglied des Hauses der Abgeordneten
- Wojciech Kętrzyński (1838–1918), kaschubischer Historiker
- Fritz Milkau (1859–1934), Bibliothekar
- Paul Davidson (1867–1927), Filmproduzent
- Anna Quedenfeldt (1868–1959), Malerin
- Franz Pfemfert (1879–1954), Publizist
- Kurt Kühme (1885–1944), Offizier, Freikorpsführer sowie Politiker der NSDAP und SA-Obergruppenführer
- Siegfried Thomaschki (1894–1967), Abteilungskommandeur im Artillerie-Regiment Allenstein (AR 11) in Lötzen, Ehrenmitglied des Lötzener Segelclubs Masovia
- Botho Bauch (1897–1973), Jurist, Ministerialdirektor im Bundesinnenministerium
- Paul Glowka (1910–1950), Fußballtorhüter
- Horst Gerlach (1919–1990), Politiker (SPD)
- Georg Maraun (1926–2023), Politiker (SPD) und Landrat des Landkreises Gießen
- Dietrich Kuessner (1934–2024), Theologe und Historiker
- Lothar Gall (1936–2024), Historiker und Biograf
- Gerhard Schlegel (1939–2023), deutscher Anästhesist und Kirchenhistoriker
- Hannelore Neumann-Tachilzik (1939–2012), Malerin und Grafikerin
- Christian Schwokowski (* 1941), Chirurg in Leipzig
- Dietmar Palloks (* 1941), deutscher Industriedesigner
- Karol Jabłoński (* 1962), Segelsportler
- Kristof Konrad (* 1962), polnisch-US-amerikanischer Schauspieler und Synchronsprecher
- Bohdan Danylo (* 1971), ukrainisch-griechisch-katholischer Bischof

## Landgemeinde Giżycko
Die Landgemeinde Giżycko, zu der die Stadt selbst nicht gehört, umfasst eine Fläche von 289,76 km² und hat 8629 Einwohner (Stand 31. Dezember 2020).